# Francesco Profumo
Francesco Profumo es un ingeniero y profesor universitario italiano, titular desde el 16 de noviembre de 2011 del Ministerio de Ministro de Educación, Universidad e Investigación de su país en el gobierno técnico liderado por Mario Monti. Fue rector del Politécnico de Turín y presidente del Consejo Nacional de Investigación italiano. También es el actual Rector de OPIT - Open Institute of Technology.